# Fisica del futuro
Fisica del futuro. Come la scienza cambierà il destino dell'umanità e la nostra vita quotidiana entro il 2100 (titolo originale Phisics of the Future: How Science Will Shape Human Destiny and our Daily Lives by the Year 2100) è un saggio scritto dal fisico e divulgatore scientifico Michio Kaku, pubblicato in originale nel 2011, in Italia nel 2012 da Codice Edizioni. 

## Contenuto
In questo saggio Michio Kaku raccoglie le opinioni di ricercatori e personalità impegnate nello sviluppo scientifico e tecnologico più innovativo, per disegnare gli scenari futuri che vedranno gli esseri umani entro la fine del secolo spingersi sempre più avanti nella comprensione e quindi nel controllo della natura, in ogni suo aspetto. Partendo dai computer, sempre più economici e pervasivi, capaci già oggi di assumere il controllo di molte attività quotidiane e di portare l'intrattenimento ad un livello di coinvolgimento emozionale mai sperimentato, dando vita a realtà alternative sempre più sofisticate ed immersive. Anche considerando la probabile fine della legge di Moore, le possibilità fornite dai nuovi chip aumenteranno progressivamente le nostre modalità di interazione con l'ambiente, la società e le persone, per arrivare in un futuro più lontano alla connessione diretta tra sistema nervoso e supporti informatici. Maggiori difficoltà incontrano invece gli sviluppi nel campo della robotica per le continue battute d'arresto nello sviluppo dell'intelligenza artificiale, che restringono la diffusione di dispositivi meccanici dotati di autonomia limitata ad alcuni campi specifici. Un problema non risolvibile in tempi brevi, che quindi allontana molto nel tempo gli scenari di conflitti tra genere umano e sue creazioni tanto amati dall'industria cinematografica, improbabili anche per la prospettiva della progressiva incorporazione dei prodotti tecnologici nei corpi umani stessi. Una possibilità resa fattibile dai paralleli progressi del campo medico, dove la manipolazione di geni e cellule potrebbe rendere presto obsolete molte tecniche attuali, a livello diagnostico e terapeutico. La sfida più ambiziosa è quella contro i danni dell'invecchiamento, con prospettive che potrebbero arrivare a trasformare un evento finora ineluttabile come la morte in qualcosa di raro e fortuito. Aprendo però problematiche etiche e di sostenibilità che dovranno essere affrontate per tempo, come del resto i rischi legati ad un possibile uso criminale di mircroorganismi manipolati geneticamente. Una parte delle ricerche in questo campo sarà possibile grazie alla nanotecnologia, che prevede la manipolazione della materia su scale sempre più piccole, permettendo la creazione di farmaci capaci di operare in modo molto selettivo e di microdispositivi in grado di entrare nel nostri corpi per effettuare esami e trattamenti mirati. Vedranno così la luce oggetti composti da materiali ultraresistenti, o da microcomponenti modulari in grado di assemblarsi a comando, ricreando qualunque forma e assumendo funzioni differenti a seconda delle necessità. Con il sogno di costruire un replicatore, un dispositivo in grado di manipolare atomi e molecole per produrre qualsiasi cosa. Progetti che implicano produzione ed immagazzinamento di energia in modalità differenti dalle attuali, che vedono nei combustibili fossili la nostra fonte primaria, con un aumento progressivo dello sfruttamento di energie rinnovabili come l'eolica e la solare. I pericoli legati alla fissione nucleare continueranno a costituire un limite alla sua diffusione, mentre speranze concrete sono riposte nella fusione, il cui sfruttamento per l'uso civile è stato finora rallentato dalla complessità dei sistemi di contenimento. Nuove prospettive potrebbero essere aperte dalla scoperta di materiali superconduttori a temperatura ambiente, in grado di trasportare energia ovunque senza dissipazione, rendendo possibili nuove forme di trasporto tramite la levitazione magnetica. E per la fine del secolo diventerà possibile rifornirci d'energia direttamente nello spazio, tramite satelliti collettori opportunamente posizionati in orbita. Soprattutto se gli sforzi per rendere meno costosi i viaggi spaziali avranno successo, data la difficoltà nel trovare finanziamenti per progetti ad alto budget nel quadro dell'attuale crisi economica. Le recenti scoperte di numerosi pianeti extrasolari e di acqua sulla luna forniscono comunque agli scienziati stimoli per continuare a progettare ambiziose missioni esplorative, avendo come obiettivo gli asteroidi e soprattutto Marte, il primo candidato per una futura colonizzazione. Tra i mezzi di propulsione che potrebbero rivelarsi adatti a queste sfide, vi sono l'ascensore spaziale, le vele solari, i razzi a propulsione nucleare e ad antimateria. Tutti progetti che hanno come primo limite i costi, in uno scenario economico globale che vede nuovi paesi crescere ed altri arretrare, ed in cui il primo fattore di crescita diventerà la capacità di progettare e proporre soluzioni tecnologicamente innovative. Per portare la nostra civiltà dall'attuale tipo 0 (più precisamente 0,7) ad una di tipo I, ovvero planetario, e spingersi quindi oltre, senza più limiti. Il libro si chiude con la suggestiva ricostruzione della vita di un cittadino sul finire di questo secolo.

## Ricezione
Il libro ha ottenuto un discreto successo di vendite, ricevendo un'accoglienza da parte della critica meno favorevole. A sollevare le maggiori perplessità l'eccesso di ottimismo e la sottovalutazione sistematica delle problematiche legate all'introduzione delle nuove tecnologie, ed uno stile giudicato eccessivamente didascalico e scarsamente coinvolgente.
Il fisico Neil Gershenfeld ha criticato il libro per una serie di lacune ed eccessive semplificazioni, che a suo vedere lo fanno ricadere in buona parte nella categoria della fantascienza.

## Edizioni
- Michio Kaku, Fisica del futuro. Come la scienza cambierà il destino dell'umanità e la nostra vita quotidiana entro il 2100, traduzione di Sergio Orrao e Valeria Lucia Gili, 1ª ed., Codice, 2012  [2011], ISBN 978-88-7578-279-5.